# Calotomus zonarchus
Calotomus zonarchus là một loài cá biển thuộc chi Calotomus trong họ Cá mó. Loài này được mô tả lần đầu tiên vào năm 1903.

## Từ nguyên
Từ định danh của loài được ghép bởi hai từ trong tiếng Latinh: zona ("dải sọc") và archus ("hậu môn"), hàm ý đề cập đến các dải sọc xiên trên vây hậu môn của chúng.

## Phạm vi phân bố và môi trường sống
C. zonarchus là loài đặc hữu của quần đảo Hawaii (bao gồm cả rạn san hô vòng Midway). C. zonarchus thường sống xung quanh các rạn san hô và đá ngầm ở độ sâu khoảng từ 12 m đến 170 m.

## Mô tả
C. zonarchus có chiều dài cơ thể tối đa được biết đến là 33 cm. C. zonarchus có thân thuôn dài, hình bầu dục; vây đuôi hơi bo tròn. Cá đực trưởng thành có màu xám với một vệt màu vàng (lốm đốm trắng bên trong) ở ngay giữa thân. Bên dưới miệng có những vệt màu hồng sẫm. Cá cái có màu nâu đỏ đến xám nhạt với những; vảy có các vạch trắng đến hồng nhạt. Đầu có nhiều chấm trắng.
Số gai vây lưng: 9; Số tia vây ở vây lưng: 10; Số gai vây hậu môn: 3; Số tia vây ở vây hậu môn: 9; Số tia vây ở vây ngực: 13.

## Sinh thái học
Thức ăn của C. zonarchus có lẽ là tảo. C. zonarchus là một loài lưỡng tính tiền nữ (cá đực là từ cá cái biến đổi giới tính mà thành).